# Singur acasă
Singur Acasă (titlu original Home Alone) este un film de comedie american din 1990, regizat de Chris Columbus și scris și produs de John Hughes. Primul film din seria Singur Acasă, acesta îl are în rolul principal pe Macaulay Culkin, care interpretează rolul lui Kevin McCallister, un băiat care își apără locuința din suburbia Chicago de o invazie a unor hoți, după ce familia sa îl lasă accidental în urmă în vacanța de Crăciun la Paris. Din distribuție fac parte și Joe Pesci, Daniel Stern, John Heard și Catherine O'Hara.
Hughes a conceput Singur Acasă în timpul unei vacanțe, iar Warner Bros. a fost inițial destinată să finanțeze și să distribuie filmul. Totuși, Warner Bros. a oprit producția după ce aceasta a depășit bugetul alocat. 20th Century Fox a preluat proiectul după întâlniri confidențiale cu Hughes. Columbus și Culkin au fost angajați imediat după aceea. Filmările au avut loc între februarie și mai 1990, pe diverse locații din Illinois.
Singur Acasă a avut premiera în Chicago pe 10 noiembrie 1990 și a fost lansat în cinematografele din Statele Unite pe 16 noiembrie. Deși la început a avut o recepție mixtă, în timp filmul a fost apreciat constant pentru distribuția sa, umorul deosebit și coloana sonoră iconică. Muzica compusă de John Williams a contribuit semnificativ la atmosfera filmului, întărind farmecul său durabil. Singur Acasă a încasat 476,7 milioane de dolari la nivel mondial, devenind al doilea cel mai mare încasator al anului 1990. A transformat-l pe Culkin într-o vedetă a copilăriei și a fost comedia cu cele mai mari încasări din cinematografia cu acțiune live timp de două decenii. A fost nominalizat la două premii Oscar și două premii Globul de Aur. Considerat unul dintre cele mai bune filme de Crăciun, în 2023 Singur Acasă a fost selectat pentru conservare în Registrul Național de Filme al Bibliotecii Congresului Statelor Unite, fiind recunoscut ca fiind „semnificativ din punct de vedere cultural, istoric sau estetic”. Un sequel, Singur acasă 2 - Pierdut în New York, a fost lansat în 1992.
Singur Acasă a avut un impact considerabil asupra genului de filme de sărbători, devenind o peliculă esențială pentru multe familii în perioada Crăciunului. De-a lungul anilor, filmul a devenit o referință culturală, fiind adesea parodiat și omagiat în diverse forme de media. Temele sale, cum ar fi familia, independența și reziliența, au contribuit la relevanța sa continuă, iar Singur Acasă a fost apreciat pentru capacitatea sa de a conecta multiple generații. Astfel, filmul a dobândit statutul de clasic al cinematografiei de sărbători, fiind un simbol al tradițiilor de Crăciun.

## Prezentare
Familia McCallister se pregătește să petreacă Crăciunul la Paris, adunându-se la casa lui Kate și Peter dintr-o suburbie a Chicago-ului, în noaptea dinaintea plecării lor. Cel mai mic fiu al lui Kate și Peter, Kevin, este ridiculizat de frații și verișorii săi din cauza imaturității sale. Kevin, din neatenție, strică cina familiei, după o ceartă cu fratele său cel mare, Buzz, și Kate îl trimite în mansardă. Kevin o mustră pe mama sa pentru că a permis restului familiei să-l batjocorească și își exprimă dorința ca familia să dispară. În timpul nopții, vânturi puternice provoacă o pană de curent, oprind ceasurile deșteptătoare și făcând familia să adoarmă mai mult decât de obicei. În mijlocul confuziei și al grabei de a ajunge la aeroport, Kevin este lăsat din greșeală în urmă.
Kevin se trezește și descoperă că casa este goală, iar mașinile familiei sunt încă în garaj, fără să știe că aceștia închiriaseră furgonete pentru a ajunge la aeroport. Crezând că dorința sa s-a împlinit, este extrem de încântat de libertatea sa neașteptată. Mai târziu, Kevin se sperie de vecinul său, „Bătrânul” Marley, despre care se zvonește că ar fi un criminal în serie, care și-ar fi ucis propria familie cu o lopată de zăpadă. Casa familiei McCallister este rapid urmărită de „Banditii Uzi”, Harry și Marv, o pereche de hoți care au spart alte case din vecinătate. Kevin îi păcălește făcându-i să creadă că familia lui este încă acasă, obligându-i să își amâne planurile de a jefui casa McCallister.
Kate își dă seama în timpul zborului că l-au lăsat pe Kevin în urmă. La sosirea în Paris, familia descoperă că toate zborurile către Statele Unite sunt rezervate pentru următoarele două zile și că liniile telefonice din Chicago sunt încă întrerupte. Peter și restul familiei rămân la apartamentul fratelui său Rob din Paris, în timp ce Kate așteaptă la aeroport. Ea zboară înapoi în SUA și ajunge, în cele din urmă, în Scranton, Pennsylvania, unde nu poate rezerva un zbor către Chicago. Aici îl întâlnește pe Gus Polinski, liderul unei trupe itinerante de polka, care îi oferă să călătorească cu ei spre Chicago într-o furgonetă, pe drumul lor spre Milwaukee.
În Ajunul Crăciunului, Harry și Marv își dau seama că doar Kevin este acasă la McCallister, iar Kevin îi aude discutând despre planurile lor de a pătrunde în casă în acea noapte. Kevin începe să simtă dorul de familie și îl întreabă pe un impersonator al lui Moș Crăciun de la colț dacă ar putea să-i aducă înapoi pentru Crăciun. El merge la biserică și urmărește un cor, întâlnindu-l din nou pe Marley, care dovedește că zvonurile despre el sunt false. Marley îi arată nepoata sa din cor și menționează că o poate vedea doar acolo, fiind fiica fiului său cu care nu mai vorbește. Kevin îi sugerează lui Marley să se împace cu fiul său.
Kevin se întoarce acasă și amenajează locuința cu capcane făcute manual. Harry și Marv pătrund în casă, activează capcanele și suferă mai multe răni. Kevin sună la poliție și îi atrage pe cei doi hoți într-o casă vecină, pe care o jefuiseră anterior. Harry și Marv îl atacă pe Kevin, dar Marley intervine și îi doboară cu lopata sa. Poliția sosește și îi arestează pe Harry și Marv, identificând toate casele pe care le-au jefuit datorită obiceiului lui Marv de a le inunda.
În ziua de Crăciun, Kevin este inițial dezamăgit să descopere că familia încă nu s-a întors. Totuși, Kate ajunge acasă și se împacă cu el. Restul familiei ajunge în scurt timp, după ce au așteptat în Paris un zbor direct spre Chicago. Kevin păstrează tăcerea despre întâlnirea sa cu Harry și Marv, deși Peter găsește dintele de aur al lui Harry. Kevin privește fericit cum Marley se reîntâlnește cu fiul său, nora și nepoata sa, în timp ce Buzz observă daunele pe care Kevin le-a făcut în camera lui.

## Distribuție
- Macaulay Culkin în rolul lui Kevin McCallister, un băiat de opt ani cu o pasiune pentru invenții periculoase
- Joe Pesci în rolul lui Harry Lime, un hoț care vizează casa familiei McCallister împreună cu Marv
- Daniel Stern în rolul lui Marv Murchins, un hoț care vizează casa familiei McCallister împreună cu Harry
- John Heard în rolul lui Peter McCallister, tatăl lui Kevin
- Roberts Blossom în rolul lui Marley, vecinul excentric și vârstnic al lui Kevin
- Catherine O'Hara în rolul lui Kate McCallister, mama lui Kevin
- Angela Goethals în rolul lui Linnie McCallister, sora mai mare a lui Kevin
- Devin Ratray în rolul lui Buzz McCallister, fratele cel mare al lui Kevin, care adesea îl pune în dificultate
- Gerry Bamman în rolul Unchiului Frank McCallister, fratele mai mare al lui Peter, nepoliticos, crud, morocănos, zgârcit și egoist
- Hillary Wolf în rolul lui Megan McCallister, sora cea mare a lui Kevin
- John Candy în rolul lui Gus Polinski, un muzician de polka cu suflet mare care o ajută pe Kate
- Larry Hankin în rolul Ofițerului Balzak
- Michael C. Maronna în rolul lui Jeff McCallister, fratele mai mare al lui Kevin
- Kristin Minter în rolul lui Heather McCallister, verișoara mai mare a lui Kevin
- Daiana Campeanu în rolul Sondrei McCallister, verișoara mai mare a lui Kevin
- Jedidiah Cohen în rolul lui Rod McCallister, verișorul mai mare al lui Kevin și fiul mai mare al lui Rob, care locuiește cu Unchiul Frank și Mătușa Leslie
- Kieran Culkin în rolul lui Fuller McCallister, verișorul mai mic al lui Kevin
- Senta Moses în rolul lui Tracy McCallister, verișoara mai mare a lui Kevin
- Anna Slotky în rolul lui Brook McCallister, verișoara mai mică a lui Kevin
- Terrie Snell în rolul Mătușii Leslie McCallister, soția Unchiului Frank
- Jeffrey Wiseman în rolul lui Mitch Murphy, vecinul de opt ani al familiei McCallister, pe care Heather îl confundă cu Kevin la numărătoare
- Virginia Smith în rolul lui Georgette McCallister, mătușa lui Kevin, soția lui Unchiul Rob și mama lui Heather, Rod și Steffan
- Matt Doherty în rolul lui Steffan McCallister, verișorul mai mare al lui Kevin
- Ralph Foody în rolul Gangsterului #1 (Johnny), personaj din filmul *Angels with Filthy Souls*
- Michael Guido în rolul Gangsterului #2 (Snakes), personaj din filmul *Angels with Filthy Souls*
- Ray Toler în rolul Unchiului Rob McCallister, unchiul lui Kevin, fratele mai mic al lui Peter și al Unchiului Frank, și tatăl lui Heather, Rod și Steffan
- Billie Bird în rolul Irenei, femeia din aeroport care îi vinde lui Kate biletul pentru Dallas
- Bill Erwin în rolul lui Ed, bărbatul din aeroport și soțul Irenei, care este de acord cu reticență cu vânzarea biletului
- Gerry Becker în rolul Ofițerului #1
- Alan Wilder în rolul Agentului de bilete din Scranton
- Hope Davis în rolul Agentului de bilete francez
- Kenneth Hudson Campbell în rolul lui Moș Crăciun, bărbatul care se îmbracă în costum de Moș Crăciun și pe care Kevin îl întâlnește
- Jim Ortlieb în rolul lui Herb, farmacistul

Creditele au fost adaptate după American Film Institute.

## Producție

### Dezvoltare
Scenaristul și producătorul John Hughes a conceput Singur Acasă în timp ce se pregătea pentru vacanță. El a spus: „Mă pregăteam să plec în vacanță și făceam o listă cu tot ce nu voiam să uit. M-am gândit, 'Ei bine, nu ar trebui să uit de copiii mei.' Apoi mi-am spus, 'Ce s-ar întâmpla dacă l-aș lăsa pe fiul meu de 10 ani acasă? Ce ar face el?'” Hughes a scris opt pagini de notițe care s-au transformat în scenariul filmului. Având în vedere că frica de hoți este una dintre cele mai mari temeri ale copiilor, Hughes a inclus acest element în poveste.
Singur Acasă trebuia inițial să fie finanțat și distribuit de Warner Bros. Hughes a promis că poate realiza filmul cu mai puțin de 10 milioane de dolari, o sumă considerabil mai mică decât bugetele majorității filmelor din acea perioadă. Preocupat că filmul ar putea depăși această sumă, Hughes a avut o întâlnire secretă cu 20th Century Fox înainte de începerea producției, pentru a afla dacă aceștia ar finanța proiectul în cazul în care Warner ar refuza. Conform producătorului executiv Scott Rosenfelt, o copie a scenariului a fost „livrată pe ascuns” la Fox, ocolind restricțiile legale care ar fi împiedicat Fox să-l vadă până când proiectul nu ar fi fost în pauză. La începutul producției, bugetul a crescut la 14,7 milioane de dolari. Warner a cerut ca acesta să fie redus cu 1,2 milioane de dolari; producătorii au răspuns cu o notă în care argumentau că bugetul nu putea fi tăiat mai mult. Neconvinsă, Warner a oprit producția a doua zi, însă aceasta a fost reluată rapid atunci când Fox a acceptat oferta lui Hughes. Bugetul final a ajuns la 18 milioane de dolari.
Hughes i-a cerut lui Patrick Read Johnson să regizeze filmul, dar acesta era deja angajat pentru regia filmului Spaced Invaders (1990). Astfel, Hughes s-a orientat către Chris Columbus, care părăsise Un Crăciun de neuitat (1989) înainte de începerea filmărilor din cauza unui conflict de personalitate cu actorul principal, Chevy Chase, pe care Columbus l-a descris că „l-a tratat ca pe un nimeni”. Hughes i-a dat amândouă scenariile, pentru Singur Acasă și pentru Reach the Rock (1998); Columbus a ales să regizeze Singur Acasă, fiindcă l-a considerat mai amuzant și i-a plăcut tema de Crăciun. Columbus a realizat o rescriere necreditată a scenariului; printre contribuțiile sale se numără crearea personajului Marley, „Bătrânul”, pentru a adăuga povestirii o dimensiune mai serioasă și un final mai emoționant și fericit.

### Selecția distribuției

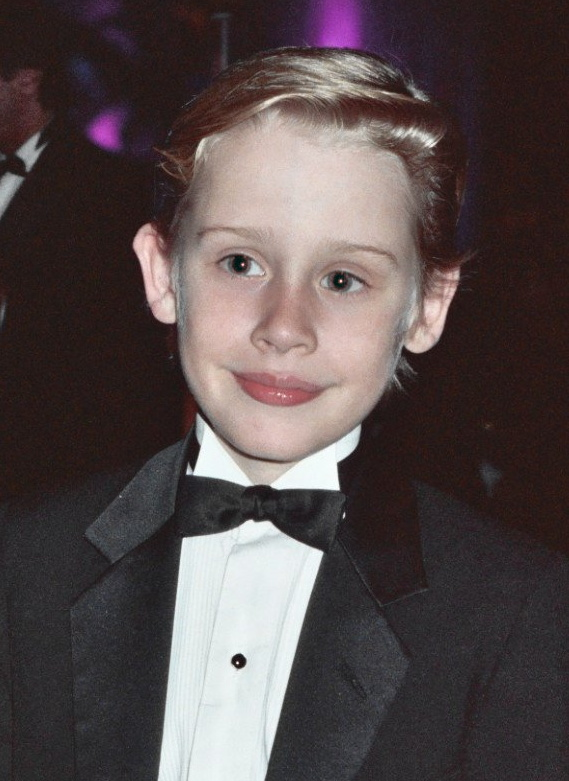
Macaulay Culkin (fotografiat în 1991) a fost vedeta copilăriei din film.

Hughes i-a sugerat lui Columbus să îl aleagă pe Macaulay Culkin pentru rolul lui Kevin, datorită experienței sale din timpul filmărilor pentru Unchiul Buck (1989). Columbus s-a întâlnit cu alți 200 de actori pentru acest rol, considerând că era „responsabilitatea sa de regizor”. John Mulaney a fost invitat să audieze pentru rolul lui Kevin, după ce a fost descoperit într-un grup de comedie pentru copii, dar părinții săi au refuzat oportunitatea. Columbus l-a întâlnit în cele din urmă pe Culkin și a fost de acord că el era alegerea potrivită.
După ce Robert De Niro și Jon Lovitz au refuzat rolul lui Harry, Joe Pesci l-a acceptat. Rolul Unchiului Frank a fost scris pentru Kelsey Grammer, dar a fost oferit lui Gerry Bamman când Grammer nu a fost disponibil.
Daniel Stern a fost ales pentru rolul lui Marv, dar înainte de a începe filmările, i s-a spus că programul de producție a fost extins de la șase săptămâni la opt. El a renunțat, deoarece nu ar fi fost plătit mai mult pentru programul extins. Daniel Roebuck a fost angajat să-l înlocuiască, dar după două zile de repetiții, Columbus a simțit că nu exista chimie între el și Pesci, așa că l-a adus înapoi pe Stern. Roebuck a spus ulterior că, deși a fost supărat că a fost concediat de pe producție, acum considera experiența „un mic moment lipsit de importanță”. Chris Farley a dat probă pentru rolul impersonatorului de Moș Crăciun, dar nu a reușit să-l impresioneze pe Columbus.
John Candy a fost disponibil doar pentru o zi pentru a filma scenele sale, iar filmările au durat 23 de ore. A fost plătit doar cu 414 dolari, deoarece a făcut filmul ca un favor pentru Hughes. Ca răsplată, el a fost singurul actor pe care Hughes l-a lăsat să improvizeze; conform lui Columbus, toate replicile sale au fost improvizate.

### Filmările

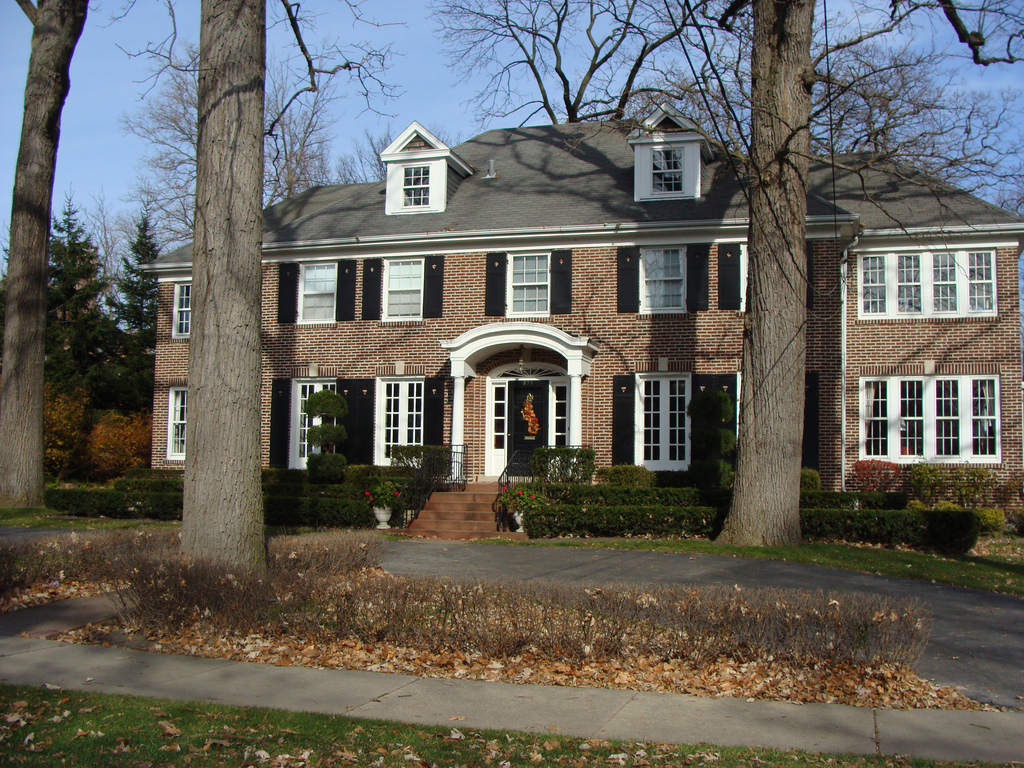
Casa din Home Alone din Winnetka, Illinois.

Filmările principale au avut loc între 14 februarie 1990 și 8 mai 1990, pe parcursul a 83 de zile, cu un buget de 18,3 milioane de dolari. Scenele exterioare ale casei au fost filmate pe locație, la o casă cu trei etaje situată pe 671 Lincoln Avenue, în satul Winnetka din North Shore, Illinois, un loc unde multe dintre filmele anterioare ale lui Hughes au fost filmate, dar la case diferite. Singurele interioare ale casei utilizate pentru filmare, care au ajuns în versiunea finală a filmului, au fost scara principală, podul și majoritatea platformei de la primul etaj. Restul interiorului casei a fost replicat pe un platou pentru a face loc echipamentului și echipei de filmare. Decorurile au fost construite în fosta sală de gimnastică a campusului de vest al liceului New Trier, folosită anterior de Hughes pentru filmele Uncle Buck și Ferris Bueller's Day Off, unde compania de producție își avea deja birourile. Ulterior, 671 Lincoln Avenue a devenit o atracție turistică. Coliba din copac din curte a fost construită special pentru film și demontată după încheierea filmărilor.
Kevin fuge prin Parcul Hubbard Woods din Winnetka după ce îl întâlnește pentru a treia oară pe Marley.  În plus, scena în care Kevin se plimbă prin subsolul inundat al vecinului său a fost filmată în piscina goală a campusului liceului New Trier, iar cabinele de primă clasă ale avionului American Airlines DC-10 au fost filmate pe terenurile de baschet. Exteriorul bisericii a fost filmat la Trinity United Methodist Church din Wilmette, Illinois, iar interioarele la Grace Episcopal Church din Oak Park, Illinois. De asemenea, filmările s-au desfășurat pe parcursul a patru zile de 16 ore la Aeroportul Internațional O'Hare din Chicago, care a fost folosit pentru a înlocui Aeroportul Orly din Paris. John Candy a filmat cameo-ul său într-o singură zi, la Aeroportul Meigs Field.
Pentru filmul din film, Angels with Filthy Souls (parodiind Îngeri cu fețe murdare, filmul din 1938), filmarea a durat o singură zi, în ultima „zi de test” înainte de debutul oficial al filmărilor. Pentru a crea iluzia că filmul era un adevărat film de gangster din anii 1940, scena a fost filmată pe peliculă alb-negru, iar biroul lui Johnny a fost decorat cu recuzită din acea perioadă. Ca și multe alte secvențe din film, aceasta a fost filmată cu unghiuri joase și largi, pentru a imita modul în care un copil ar percepe acțiunea, conform jurnalistului Darryn King. Inițial, Ralph Foody trebuia să joace rolul lui Snakes, iar Michael Guido pe cel al lui Johnny, dar, din cauza unei operații recente de înlocuire a genunchiului, Foody nu a putut filma scena morții, în care Snakes se prăbușește în genunchi. Astfel, rolurile au fost schimbate.
Directorul de imagine, Julio Macat, și-a amintit că Pesci a fost mai greu de lucrat decât Culkin. Actorul mai în vârstă considera că unele dintre replici nu se ridicau la nivelul abilităților sale. De asemenea, se plângea de programul devreme de filmare, care îi împiedica să înceapă ziua cu o rundă de golf, așa cum obișnuia să facă. După ce a avut o discuție aprinsă cu directorul de producție, ora de începere a filmărilor a fost mutată de la 7 la 9 dimineața pentru a-i permite să joace golf. Pe de altă parte, echipa de filmare avea timp limitat pentru a înregistra numeroasele scene de noapte, deoarece Culkin nu putea filma mai târziu de ora 22:00 din cauza vârstei sale.
Pesci a declarat într-un interviu din 2022 cu revista americană People despre colaborarea cu Culkin: „Am limitat intenționat interacțiunile cu el pentru a păstra dinamica dintre noi” și m-am asigurat că „nu se vedea pe ecran că eram în vreun fel prieteni”, pentru a „menține integritatea relației de antagonism”.
Pe platou, Pesci și Stern au avut dificultăți în a se abține de la înjurături, ceea ce devenea enervant pentru Pesci, având în vedere că și Culkin era prezent. De fapt, singurele cuvinte de curse care au ajuns în film au fost „rahat” („shit”), spus accidental de Daniel Stern când pantoful său a căzut prin ușa pentru animale, și „dracu” („hell”), spus atât de Pesci, cât și de Stern, după ce personajele lor se întâlnesc după ce au trecut prin capcanele lui Kevin, dar și de Johnny către personajul Snakes în Angels with Filthy Souls. Utilizarea de către Pesci a „înjurăturilor de tip desene animate” sau a vorbelor amenințătoare a fost comparată cu personajul Yosemite Sam din Looney Tunes.
Aceste cascadorii au creat, de asemenea, tensiuni pentru echipa de filmare. Columbus a spus: „De fiecare dată când cascadorii făceau una dintre acele cascadorii, nu era deloc amuzant. Le priveam și mă rugam ca băieții să fie în siguranță”. Deși la început cascadoriile fuseseră pregătite cu hamuri de siguranță, din cauza vizibilității lor pe cameră, în final acestea au fost realizate fără ele. Troy Brown și Leon Delaney au fost cascadorii pentru Pesci și Stern, respectiv.[35] În timpul uneia dintre repetițiile pentru scena în care Harry încearcă să-i muște degetul lui Kevin, Culkin și Pesci au avut un accident, iar Culkin păstrează și acum cicatricea. Tarantula care merge pe fața lui Stern era reală.
Senta Moses, care a interpretat-o pe Tracy, a povestit în 2020 că una dintre cele mai dificile scene de filmat a fost alergătura familiei prin Aeroportul Internațional O'Hare pentru a prinde avionul. Deși scena nu a durat mult, a necesitat mai multe zile de filmare. „Au fost mii de figuranți, toți coregrafiați cu mare atenție pentru ca niciunul dintre noi să nu fie în pericol alergând cu viteză maximă prin terminalul American Airlines”, a spus ea pentru publicația The Hollywood Reporter. „Și am alergat cu viteză maximă. Uneori ne loveam, ca într-un carambol pe autostradă, și râdeam cu poftă... Au fost atât de multe repetiții și momente aproape ratate de dezastru, dar, din câte știu, nimeni nu s-a rănit”.

## Coloană sonoră
Columbus a sperat inițial să-l aibă pe Bruce Broughton pentru a compune coloana sonoră a filmului, iar pe afișele timpurii figura ca fiind compozitorul. Totuși, Broughton era ocupat cu filmul de animație Salvatorii în Australia (1990) și a fost nevoit să anuleze în ultimul moment. Columbus a reușit mai târziu să ia legătura cu Steven Spielberg, care l-a ajutat să-l contacteze pe John Williams pentru a produce coloana sonoră finală. Piese tradiționale de Crăciun, precum O Holy Night și Carol of the Bells, sunt incluse proeminent în film, precum și melodia tematică a filmului, Somewhere in My Memory. Coloană sonoră a fost lansată de Sony Classical Records pe casetă pe 4 decembrie 1990 și pe CD pe 27 mai 2015.
1. "Home Alone Main Title" ("Somewhere in my Memory") - 4:53
2. "Holiday Flight" - 0:59
3. "The House" - 2:27
4. "Star of Bethlehem" - 2:51
5. "Man of the House" - 4:33
6. "White Christmas" - The Drifters 2:40
7. "Scammed by a Kindergartner" - 3:55
8. "Please Come Home for Christmas" - Southside Johnny Lyon 2:41
9. "Follow That Kid!" - 2:03
10. "Making the Plane" - 0:52
11. "O Holy Night" - 2:48
12. "Carol of the Bells" - 1:25
13. "Star of Bethlehem" - 2:59
14. "Setting the Trap" - 2:16
15. "Somewhere in my Memory" - 1:04
16. "The Attack on the House" - 6:53
17. "Mom Returns and Finale" - 4:19
18. "Have Yourself a Merry Little Christmas" - Mel Tormé 3:05
19. "We Wish You a Merry Christmas" / "End Title" - 4:15

## Lansare

### Lansare în cinematografe
Home Alone a avut premiera în Chicago pe 10 noiembrie 1990. A fost lansat pe scară largă pe 16 noiembrie 1990. În România, filmul a fost lansat pe 16 aprilie 1993.

### Lansare pe media de acasă
Home Alone a fost lansat pentru prima dată de Fox Video pe VHS și LaserDisc în Statele Unite pe 22 august 1991, fiind primul lor video lansat direct pe piața de vânzare, în loc să fie lansat întâi pe piața de închiriere.  A vândut 11 milioane de copii, generând venituri de 150 de milioane de dolari pentru Fox, ceea ce l-a făcut, alături de E.T. Extraterestrul, cel mai vândut video din toate timpurile până la acel moment. Datorită vânzărilor, filmul nu a avut performanțe atât de bune pe piața de închiriere.
A fost ulterior lansat pe DVD pe 5 octombrie 1999, într-un pachet de bază. Filmul a fost lansat pe Blu-ray pe 2 decembrie 2008, sub titlul Family Fun Edition, și a fost lansat alături de Home Alone 2: Lost in New York într-un pachet de colecție pe 5 octombrie 2010. Filmul a fost reeditat din nou pe DVD și Blu-ray pe 6 octombrie 2015, alături de toate cele patru continuări ale sale într-un set de colecție intitulat Home Alone: 25th Anniversary Ultimate Collector's Christmas Edition.
Pe 15 septembrie 2020, Walt Disney Studios Home Entertainment și 20th Century Studios Home Entertainment au lansat Home Alone pe Ultra HD Blu-ray pentru a sărbători aniversarea de 30 de ani în Statele Unite.

## Recepție

### Încasări la box office
Singur Acasă a înregistrat încasări de 285,8 milioane de dolari în Statele Unite și Canada și 190,9 milioane de dolari în alte țări, atingând un total global de 476,7 milioane de dolari, față de un buget de producție de 18 milioane de dolari. În weekendul de lansare, filmul a obținut 17 milioane de dolari din 1.202 cinematografe, cu o medie de 14.211 dolari pe sală, reprezentând doar 6% din totalul final. În următoarele șase săptămâni, a fost distribuit în mai multe săli de cinema, atingând un vârf de 2.174 de săli în al optulea weekend, la începutul lunii ianuarie 1991.
Singur Acasă a fost filmul cu cele mai mari încasări la box office timp de 12 săptămâni consecutive, de la weekendul de lansare din 16-18 noiembrie 1990, până în weekendul 1-3 februarie 1991. A pierdut primul loc atunci când Sleeping with the Enemy a înregistrat 13 milioane de dolari la debut. A rămas în top zece până în weekendul din 26 aprilie, mult după Paștele anului respectiv. A mai făcut două apariții în top zece (în weekendul 31 mai – 2 iunie și în weekendul 14-16 iunie) înainte de a părăsi definitiv clasamentul. După mai bine de nouă luni de rulaj, filmul înregistrase încasări de 16 ori mai mari decât cele din weekendul său de debut și a încheiat cu o încasare finală de 285.761.243 dolari, devenind filmul cu cele mai mari încasări ale anului în America de Nord. Singur Acasă este menționat în cartea recordurilor Guinness World Records ca fiind comedia live-action cu cele mai mari încasări din toate timpurile, record pe care l-a deținut până a fost depășit de filmul Marea mahmureală 2 în 2011.
La finalul rularii sale în cinematografe, Singur Acasă era al treilea film cu cele mai mari încasări din toate timpurile la nivel mondial, precum și în Statele Unite și Canada, după Star Wars (322 milioane de dolari la acea vreme) și E.T. Extraterestrul (399 milioane de dolari la acea vreme), conform Box Office Mojo. Estimările arată că filmul a vândut peste 67,7 milioane de bilete doar în Statele Unite. De asemenea, a fost filmul de Crăciun cu cele mai mari încasări până a fost depășit de filmul Dr. Seuss' The Grinch în 2018. Filmul l-a consacrat pe Culkin ca o adevărată vedetă copil.

### Recenzii
Pe site-ul de agregare a recenziilor Rotten Tomatoes, Singur Acasă deține un scor de aprobare de 66%, pe baza a 116 recenzii, cu un scor mediu de 5,9/10. Consensul critic al site-ului citează: „Premisa neregulată, dar frecvent amuzantă a filmului Singur Acasă, întinsă la limită, este susținută de interpretarea adorabilă a lui Macaulay Culkin și de performanțele solide ale actorilor secundari.” Pe Metacritic, filmul are un scor mediu ponderat de 63 din 100, pe baza a nouă critici, indicând „recenzii majoritar favorabile”. Publicul chestionat de CinemaScore a acordat filmului o notă medie de „A” pe o scară de la A+ la F.
Revista Variety a lăudat filmul pentru distribuția sa. Jeanne Cooper de la The Washington Post a apreciat abordarea comediei din film. Hal Hinson, tot de la The Washington Post, a elogiat regia lui Columbus și performanța lui Culkin. Deși Caryn James de la The New York Times s-a plâns că prima jumătate a filmului este „plată și previzibilă, așa cum sugerează premisa sa adorabilă”, ea a apreciat a doua jumătate pentru umorul său de tip slapstick. A lăudat și dialogurile dintre Kevin și Marley, precum și scenele finale ale filmului. Roger Ebert de la Chicago Sun-Times a acordat filmului 21⁄2 stele din 4, comparând capcanele elaborate din film cu mașinile Rube Goldberg, spunând: „Sunt tipurile de capcane pe care orice copil de 8 ani le-ar putea concepe, dacă ar avea un buget de zeci de mii de dolari și ajutorul unei echipe de efecte speciale pentru filme” și a criticat subiectul ca fiind „atât de improbabil încât îi face greu să-i pese de necazurile copilului [Kevin]”. Totuși, a lăudat interpretarea lui Culkin.
Owen Gleiberman de la Entertainment Weekly a acordat filmului o notă „D”, criticându-l pentru „un festival sadic de desconsiderare a adulților”. Gleiberman a spus că John Hughes „ne trage de sfori de parcă n-ar învăța niciodată să facă altceva”. Peter Bradshaw de la The Guardian a acordat filmului trei din cinci stele și a lăudat „prezența vibrantă pe ecran” a lui Culkin, „aproape incandescentă de încredere în sine”. Totuși, a criticat jocul său, spunând că este „un pic prea exagerat și manierist”. Ali Barclay de la BBC a scris: „Culkin navighează cu finețe între iritare și fermecare pe tot parcursul filmului.” De asemenea, a numit Singur Acasă „un film care reușește să capteze unele dintre cele mai bune trăsături ale Crăciunului”.
Naomi Barnwell de la Roobla a spus că „Singur Acasă conține toate ingredientele care fac un film grozav pentru copii”. Adrian Turner de la Radio Times a numit filmul „o celebrare a ingeniozității care a surprins esența și răutatea fiecărui copil de pe planetă.” Conform TV Guide, „slapstick-ul din Singur Acasă nu este foarte reușit, iar durerea rămâne”. Marielle Sabbag de la Vocal a scris „Totul în Singur Acasă este frumos și are o calitate realistă.” Peter Rainer de la Los Angeles Times a criticat gagurile, spunând că lasă „un gust amar”. A adăugat că „acest film funcționează mai bine ca un trailer decât ca un film complet”, deoarece trailer-ul permite spectatorilor să aprecieze acele momente „fără să fie nevoiți să facă față multor asociații deranjante”.
Singur Acasă a devenit treptat un clasic de Crăciun. A fost lăudat pentru frazele sale memorabile, capcanele ingenioase și personajul principal. Hannah-Rose Yee de la revista Stylist a numit finalul „foarte drăguț” și a lăudat coloana sonoră compusă de John Williams, numind-o „fantastică”. Christopher Hooton de la The Independent a lăudat și el filmul, numind filmul din film, Angels with Filthy Souls, „un semn amuzant în istoria cinematografică”. Matt Talbot de la Simcoe.com a spus că Banditele Umede au fost „fantastici” și „niciodată nu s-au făcut plictisitori” la „vizionările repetate”. Michael Walsh de la Nerdist a menționat scena din biserică ca fiind „una dintre cele mai bune și emoționante scene [din film]”.
Singur Acasă este extrem de popular în România, fiind difuzat de Pro TV din 1995, cu excepția anului 2021, când a fost transmis de Antena 1. În 2014, peste 2,7 milioane de români au vizionat filmul pe Pro TV. Filmul rămâne, de asemenea, un film de Crăciun foarte popular în Polonia, fiind difuzat în fiecare Ajun de Crăciun pe Polsat. În 2010, Polsat nu a difuzat Singur Acasă, iar acest lucru a provocat proteste din partea a peste 90.000 de persoane pe Facebook. În 2016, peste 4,44 milioane de polonezi au urmărit filmul pe Polsat. Din anii 2010, trailer-ele sale TV includ chiar un slogan care subliniază această popularitate: „Crăciunul fără el? Este absolut imposibil!”
Julio Macat, directorul de imagine al filmului, consideră Singur Acasă filmul său preferat dintre toate proiectele la care a lucrat. A fost, de asemenea, filmul preferat al fostului președinte al SUA, Gerald Ford.

### Premii
La a 12-a ediție a premiilor Youth in Film Awards, Macaulay Culkin a câștigat premiul pentru Cel Mai Bun Tânăr Actor Principal într-un Film de Lungmetraj. Filmul a fost nominalizat la două premii Oscar: unul pentru Cea Mai Bună Coloană Sonoră Originală, compusă de John Williams, și altul pentru Cea Mai Bună Melodie Originală, pentru „Somewhere in My Memory”, cu muzica de Williams și versuri de Leslie Bricusse, însă a pierdut în fața filmelor Cel care dansează cu lupii și Dick Tracy, respectiv.
| Premiului                                   | Categoria                                                          | Nominalizat(i)                                                               | Rezultatul   |
| ------------------------------------------- | ------------------------------------------------------------------ | ---------------------------------------------------------------------------- | ------------ |
| Premii Oscar                                | Cea mai bună coloană sonoră                                        | John Williams                                                                | Nominalizare |
| Premii Oscar                                | Cea mai bună melodie originală                                     | „Somewhere in My Memory” Muzică de John Williams; Versuri de Leslie Bricusse | Nominalizare |
| Premii American Comedy                      | Funniest Actor in a Motion Picture (Leading Role)                  | Macaulay Culkin                                                              | Câștigat     |
| Premii Artios (Casting Society of America)  | Realizări deosebite în distribuirea unui film – Comedie            | Jane Jenkins și Jane Hirshenson                                              | Câștigat     |
| Premii BMI Film & TV                        | Premiul pentru coloana sonoră                                      | John Williams                                                                | Câștigat     |
| Premii British Comedy                       | Cel mai bun film de comedie                                        | Cel mai bun film de comedie                                                  | Câștigat     |
| Premii Chicago Film Critics Association     | Cel mai promițător actor                                           | Macaulay Culkin                                                              | Câștigat     |
| Premiile Globul de Aur                      | Cel mai bun film – Muzical sau comedie                             | Cel mai bun film – Muzical sau comedie                                       | Nominalizare |
| Premiile Globul de Aur                      | Cel mai bun actor într-un film muzical sau de comedie              | Macaulay Culkin                                                              | Nominalizare |
| Premii Golden Screen (Goldene Leinwand)     | Premii Golden Screen (Goldene Leinwand)                            | Premii Golden Screen (Goldene Leinwand)                                      | Câștigat     |
| Premiile Grammy                             | Cea mai bună melodie scrisă special pentru un film sau televiziune | „Somewhere in My Memory” Muzică de John Williams; Versuri de Leslie Bricusse | Nominalizare |
| Premii Kids' Choice                         | Filmul preferat                                                    | Filmul preferat                                                              | Câștigat     |
| Online Film & Television Association Awards | Hall of Fame – Film                                                | Hall of Fame – Film                                                          | Câștigat     |
| Premii Young Artist                         | Cel mai amuzant film de familie pentru tineri – Comedie/Acțiune    | Cel mai amuzant film de familie pentru tineri – Comedie/Acțiune              | Câștigat     |
| Premii Young Artist                         | Cel mai bun actor tânăr într-un film                               | Macaulay Culkin                                                              | Câștigat     |
| Premii Young Artist                         | Cea mai bună actriță tânără într-un rol secundar într-un film      | Angela Goethals                                                              | Nominalizare |

## Impact în media
Videoclipul piesei lui Snoop Dogg din 1994, „Gin and Juice,” începe cu o scenă amuzantă în care, după ce părinții săi îl lasă singur acasă, un Snoop adolescent își pune mâinile pe față și țipă în stilul iconic din Home Alone, în timp ce pe ecran apare titlul „Home Boy Alone” („Băiatul Singur Acasă”).[
În decembrie 2015, Macaulay Culkin a reluat rolul lui Kevin McCallister, acum adult, în primul episod al seriei web DRYVRS, creată de Jack Dishel. Episodul îl prezintă pe McCallister, vizibil traumatizat, povestind experiențele trăite în copilărie și folosindu-și vechile tactici pentru a înfrunta un atacator înarmat. În replică, Daniel Stern a publicat un scurt videoclip în care își reia rolul lui Marv. Lansat împreună cu sesiunea AMA pe Reddit a lui Stern, clipul îl arată cerând ajutorul lui Harry împotriva capcanelor lui McCallister.
Filmul horror de Crăciun din 2016, Better Watch Out, include o scenă în care un personaj, fascinat de seria Home Alone, demonstrează cât de periculos ar fi, în realitate, să fii lovit în față cu o cutie de vopsea balansată de la distanță.
Episodul „Charlie's Home Alone” din sezonul 13 al serialului It's Always Sunny in Philadelphia este o parodie directă a primului film. Charlie Kelly este uitat accidental acasă în timp ce „gașca” merge la Super Bowl LII. Crezând că trebuie să protejeze barul, instalează capcane, dar ajunge să le activeze accidental asupra sa, aproape ratându-și „ritualurile” pentru Super Bowl.
Pe 15 decembrie 2018, Culkin a apărut ca invitat special în seria Angry Video Game Nerd. În episod, acesta analizează diferite adaptări video ale primelor două filme Home Alone și participă la o sesiune de joc cu The Pagemaster, alături de James Rolfe și Mike Matei.
Pe 19 decembrie 2018, Culkin și-a reluat rolul într-o reclamă de 60 de secunde pentru Google Assistant, intitulată Home Alone Again. Reclama parodiază filmul original, incluzând refaceri cadru cu cadru ale unor scene emblematice, în care McCallister folosește funcțiile produsului. Finalul recreează momentul original cu „Rockin' Around the Christmas Tree,” parodiind metoda prin care personajul creează iluzia unei case pline de oameni.
Filmul de acțiune-comedie din 2022, Violent Night, conține numeroase referințe la Home Alone. Trudy Lightston, o mare fană a seriei, emulează tactici de luptă inspirate de Kevin pentru a înfrunta hoții care îi iau familia ostatică.

## Alte apariții în media

### Roman adaptat
Singur Acasă (ISBN: 0-590-55066-7) a fost adaptat într-un roman de Todd Strasser și publicat de Scholastic în 1990, pentru a coincide cu lansarea filmului. Pe 6 octombrie 2015, cu ocazia aniversării a 25 de ani de la apariția filmului, a fost lansată o carte ilustrată (ISBN: 1-594-74858-6), scrisă de Kim Smith și publicată de Quirk Books.

### Sequeluri și franciză
Filmul a fost urmat de un sequel de mare succes în 1992, Singur Acasă 2: Pierdut în New York, care a reunit majoritatea distribuției din primul film. Macaulay Culkin a primit un onorariu de 4,5 milioane de dolari pentru acest sequel, comparativ cu 110.000 de dolari pentru primul film. În continuarea fictivă Angels with Filthy Souls, din primul film, a apărut o secvență numită Angels with Even Filthier Souls în Home Alone 2. Ambele filme fictive îl au pe actorul Ralph Foody în rolul unui gangster stereotip din anii ’30, Johnny.
Un al treilea film, Singur acasă 3, a fost lansat în 1997. Acesta aduce o distribuție și personaje complet diferite și o poveste nouă, iar scenariul a fost scris de John Hughes.
În 2002 a apărut un film de televiziune, Singur acasă 4, care include câteva dintre personajele din primele două filme, dar cu o distribuție nouă și o poveste diferită. Al cincilea film, The Holiday Heist, a avut premiera în cadrul programului Countdown to 25 Days of Christmas, difuzat de ABC Family pe 25 noiembrie 2012. La fel ca al treilea film, și acesta se concentrează pe alte personaje decât familia McCallister.
Chris Columbus a dezvăluit ulterior că au existat discuții despre un sequel în care fiul lui Kevin ar fi în centrul poveștii: „Am discutat despre asta acum vreo 10 ani – nu știu, a fost doar o idee amuzantă – și ne-am gândit: «Ce-ar fi dacă Kevin ar fi adult și ar avea un copil?» Dar Pesci și Stern încă ar fi obsedați de acest copil. Ar încerca să-l prindă.” O altă idee discutată implica un Kevin adult care încearcă să se răzbune pe Harry și Marv, care între timp s-au reformat. Studioul a refuzat să dezvolte aceste filme, în ciuda interesului exprimat de Columbus și Culkin.
Un al șaselea film, intitulat Home Sweet Home Alone (Singur Acasă 6), a fost lansat digital pe Disney+ pe 12 noiembrie 2021. Devin Ratray, care l-a interpretat pe Buzz McCallister în primele două filme, și-a reluat rolul în această producție.

## Vezi și
- Listă de filme cu intrare prin efracție în casă
- Listă de filme de Crăciun